# Passang Lhamo
Passang Lhamo es una monja budista, activista y cantante china, originaria del Tíbet y que reside actualmente en la India.
Lhamo, criada en la religión budista, fue ordenada monja a los 14 años de edad. Según el gobierno del Tíbet en el exilio, el 25 de mayo de 1994, Lhamo, junto con otras cuatro religiosas, se trasladó a Lhasa para gritar consignas y protestar por la regla del PRC. Fueron encarceladas por la policía en la prisión de Drapchi, en noviembre de 1994 junto con otras 13 monjas para cumplir una condena de cinco años, acusadas de poner en peligro la seguridad del Estado. La CTA alegó en abril de 1996, por todas las internas de la Unidad 3 de la prisión de Drapchi, constando de casi 100 presas políticas, pues habían iniciaron una huelga de hambre en protesta por el duro trato que estaban recibiendo en Drapchi. La semana larga de huelga, hizo que los funcionarios de la prisión con cierta preocupación, pusieran fin a la brutalidad ya que podría causar la muerte a las reclusas.
Lhamo salió de prisión el 24 de mayo de 1999, después de cinco años completos en Drapchi. Regresó brevemente a Penpo, pero huyó al exilio a Dharamsala, en la India, donde actualmente se desempeña como monja en un convento de la orden de Ganden Choeling, cerca del monasterio y residencia de Su Santidad el Dalái lama.
Desde entonces, ayuda a dar a conocer la causa de la independencia del Tíbet, incluyendo numerosas actuaciones de canto en varios festivales tradicionales en los Estados Unidos y Canadá.